# ميدان الشهداء (الإسكندرية)
ميدان الشهداء أو ميدان محطة مصر بالإسكندرية هو أحد أشهر الميادين بمحافظة الإسكندرية وذلك بسبب موقعه المتميز والمتوسط بالإسكندرية وأيضا بسبب وجود محطة مصر وهي محطة القطارات الرئيسية بالإسكندرية ومنها تتحرك القطارات إلى محطة سيدي جابر في الإسكندرية ومنها إلى القاهرة. كما أنه يحتوى على العديد من المبانى الأثرية منها مبنى محطة مصر والمسرح الروماني.

## التاريخ

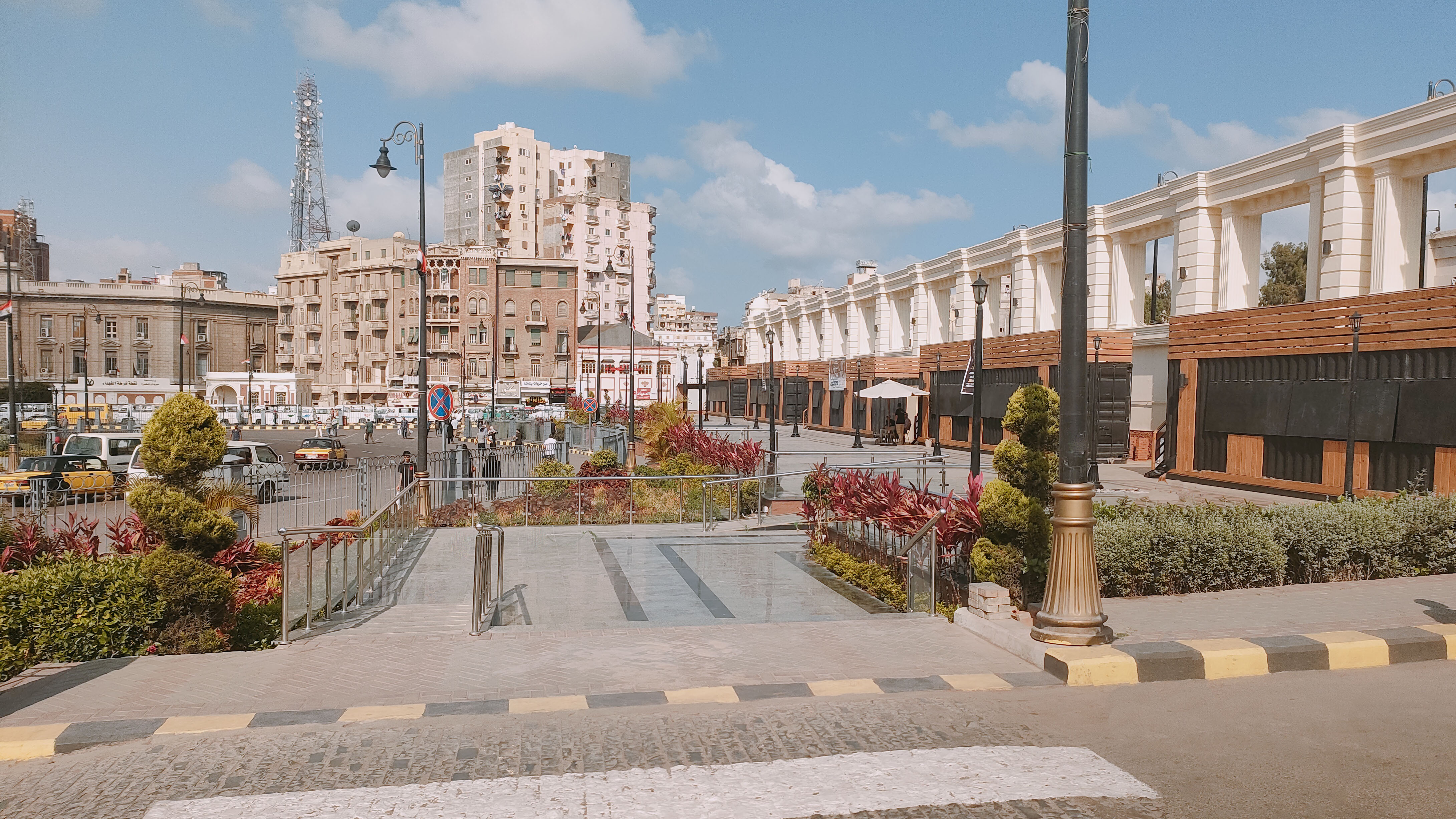
جانب من الميدان

تعود فكرة إنشاء الميدان حيث بدأت عام 1951 عندما عهد الملك فاروق إلى الفنان فتحى محمود تصميم الميدان في هذه المنطقة المتسعة واستغلال الفراغ الذي خلفه حوش السكة الحديد، وكان التصميم عبارة عن قاعدة جرانيتية ضخمة تتزين بلوحات وأكاليل من البرونز المطروق تمثل الحضارة المصرية الحديثة والنباتات الموجودة في بر مصر ثم وضع تمثال للملك فؤاد أعلى القاعدة ولكن مع قيام ثورة 1952 تم توقف المشروع بعد رحيل فاروق عن مصر وإهمال القاعدة إلى أن جاءت حرب أكتوبر عام 1973 وتم تحويل الميدان إلى نصب تذكارى للجندى للمجهول، وتم تعديل التصميم ووضع شعلة ضخمة أعلى القاعدة لإحياء ذكرى شهداء مصر من القوات المسلحة.

## وصف الميدان
يتميز أن الميدان له موقع فريد حيث لا يوجد ميدان في مصر تشغل أحد أطرافه منطقة أثرية هي كوم الدكة وشارع الأمير محمد عبد المنعم ابن الخديو عباس حلمى والذي عُيّن بعد ثورة 1952 وصيًا على عرش مصر بعد رحيل الملك فاروق، وهذا الشارع يؤدى إلى ميناء الإسكندرية ثم شارع شريف أو الخديوي المؤدى إلى ميناء البصل وغرب مصر حتى طريق السلوم.
ومن الناحية القبلية للميدان يقع أعرق أحياء المدينة وهو حي محرم بك الذي كانت تسكنه الطبقة الراقية، وأماما من الناحية الشرقية فيقع استاد الإسكندرية ومن الناحية البحرية يؤدى الميدان إلى المسرح الروماني ويتوسط الميدان محطة سكة حديد مصر والتى أنشئت بطراز ينافس محطتى سكة حديد روما وباريس.